# Zasada wzajemności (prawo międzynarodowe)
Zasada wzajemności – pojęcie prawa międzynarodowego publicznego odnoszące się do traktowania cudzoziemców przez podmioty międzynarodowe (w szczególności państwa). Zasada oznacza, że jedno państwo przyznaje określone uprawnienia obywatelom drugiego państwa, o ile jego właśni obywatele korzystają z tych samych praw w tym państwie. Zasada wzajemności uważana jest za jeden z motywów przestrzegania prawa międzynarodowego przez podmioty. Przykładami jej zastosowania są m.in. przepisy prawa dyplomatycznego i konsularnego, prawo komunikacyjne i ekstradycja.